# شارل گونه
شارل گونه (انگلیسی: Charles Gonnet; ۳ نوامبر ۱۸۹۷ – ۲۶ سپتامبر ۱۹۸۵) شاعر اهل فرانسه بود.
از افتخارات وی میتوان به کسب مدال برنز ادبیات در بخش مسابقات هنری بازی‌های المپیک تابستانی ۱۹۲۴ اشاره کرد.